# Sabine Hauswirth
Pour les articles homonymes, voir Hauswirth.
Sabine Hauswirth (née le 8 décembre 1987) est une orienteuse suisse de Haut Niveau. 

## Palmarès

### Championnats du monde
- Médaille d'or en 2016 en relais féminin
- Médaille d'argent en 2017 en relais féminin

### Jeux mondiaux
- Médaille d'argent en 2017 à Wrocław (Pologne) en catégorie Relais mixte
- Médaille de bronze en 2017 à Wrocław (Pologne) en catégorie Moyenne distance